# Monumento Nacional ao Imigrante
O Monumento Nacional ao Imigrante é um monumento de Caxias do Sul, no Brasil, localizado na entrada da cidade, na BR-116, km 150. Obra do escultor Antônio Caringi, é tombado pelo Instituto do Patrimônio Histórico e Artístico Nacional.

## Construção
Sua pedra fundamental foi lançada em 1950 pelo Presidente da República Eurico Gaspar Dutra. A construção partiu da iniciativa de uma comissão comunitária, que realizou um concurso para definir o melhor projeto dedicado a homenagear os imigrantes italianos do estado. O projeto escolhido foi do escultor gaúcho Antônio Caringi. A construção iniciou em 1951 e terminou em 1954, sendo inaugurado pelo Presidente da República Getúlio Vargas em 28 de fevereiro. A fundição das partes de bronze ficou a cargo da Metalúrgica Abramo Eberle, com supervisão de Tito Bettini, e os elementos de alvenaria e pedra são obra de Silvio Toigo e José Zambon.
A destinação inicial do monumento foi alterada pela Lei 1.801 de 2 de janeiro de 1953, que determinou que se homenageasse com ele não só os imigrantes italianos, mas todas as etnias que contribuíram para a povoação e progresso do Brasil, passando a ser um monumento nacional. Em 13 de setembro de 1985 o monumento foi doado ao Município pela Comissão Pró-Monumento, sofrendo diversas obras de restauro entre 1999 e 2002.
O monumento é constituído por um grande grupo escultórico em bronze representando um casal de agricultores, com uma criança nos braços da mulher. Às suas costas ergue-se um obelisco com três imagens alegóricas em baixo-relevo, ilustrando a posse da terra, o cultivo da terra, e a aliança entre as forças civis e militares sob a proteção divina, além da data 1875, da fundação da cidade. De ambos os lados existe uma escadaria monumental.
Em 18 de maio de 2016 o monumento foi declarado um dos símbolos oficiais de Caxias do Sul. Ele também nomeia a principal comenda concedida pelo município, a Medalha Monumento Nacional ao Imigrante.

## Cripta
Abaixo das esculturas foi construída uma cripta, cuja porta, também em bronze, traz a imagem de Luiz Antônio Feijó Júnior recebendo os imigrantes, emoldurada por versos gravados de autoria de Cassiano Ricardo. Sobre a entrada, os dizeres:
A NAÇÃO BRASILEIRA AO IMIGRANTE 
A cripta, revestida de mármore doado pelo governo da Itália, originalmente era um museu, mas a partir de julho de 2004 também foi transformada em espaço cultural, recebendo o nome Espaço Cultural Antônio Caringi, dando lugar a exposições temáticas temporárias. Atualmente ali também está instalado o Museu do Imigrante.